# Vale Formoso
Vale Formoso ist ein Ort und eine ehemalige Gemeinde (Freguesia) im portugiesischen Kreis Covilhã. Die Gemeinde hatte 574 Einwohner (Stand 30. Juni 2011).
Am 29. September 2013 wurden die Gemeinden Vale Formoso und Aldeia do Souto zur neuen Gemeinde União das Freguesias de Vale Formoso e Aldeia do Souto zusammengeschlossen. Vale Formoso ist Sitz dieser neu gebildeten Gemeinde.